# Auguste Crétier
Auguste Crétier, né le 28 août 1891 est connu pour avoir été un résistant français durant la Seconde Guerre mondiale. Il fut abattu à Sevran le 27 août 1944,,.

## Biographie
Il est d'abord employé au Gaumont-Palace à Paris puis membre du PCF. Il fait partie du groupe des Forces françaises combattantes, puis devient président du Comité local de la Libération.
Le 27 août 1944, une avant-garde américaine pénètre à Sevran. Alors qu'il se trouvait avec son fils et son petit groupe, ils furent visés par une rafale de mitrailleuse nazie. Auguste Crétier, alors qu'il ne portait pas d'arme, est tué par une balle explosive rue Michelet. Il fut abattu le jour de la libération de la ville après une grande bataille dont les faits sont relatés par Mme Spigaglia,.
Les funérailles d'Auguste Crétier (ainsi que d'autres victimes civiles et militaires) ont été célébrées le 31 août 1944.

## Reconnaissance
Une rue de Sevran porte son nom. Son souvenir est évoqué annuellement lors des cérémonies de commémoration du 8 mai 1945.